# Јован Сундечић
Јован Сундечић (Голињево, 24. јун 1825 — Котор, 19. јул 1900) био је српски песник, свештеник Српске православне цркве и дипломата. Сундечић је био секретар књаза Никола I Петровића од 1864. до 1874. године, након чега је до смрти остао његов почасни секретар. Познат је као писац песме Убавој нам Црној Гори, која је 1870. године постала званична химна Књажевине Црне Горе.

## Младост и школовање
Јован Сундечић је рођен 1825. године у селу Голињево у близини Ливна. Отац му је био богати занатлија и трговац Перо Сундечић а мајка Илинка Сундечић. Јован је рану младост проводио у селу са мајком, док је отац Перо живео у Ливну где је имао занатску радњу. Породица је била раздвојена зато што је живот у селу у то време био много безбеднији него у граду. У раној младости отац је Јована послао у Имотски код бабе и тетке. Током боравка у Имотском, научио је латиницу од једног фратра. У Имотском је завршио два разреда школе на италијанском језику. Ћирилицу је учио од калуђера у манастиру, у околини Имотског - Главине.
Године 1837. Јованов отац је заједно са братом Ристом побегао из Ливна и доселио се у Имотски. У међувремену Јован је добро напредовао у учењу. Бавио се и резбарењем дрвета. Када је у Имотски дошао познати правник и историчар Божидар Петрановић, који је важио за следбеника Вукових и Гајевих идеја и поборник братства и јединства, убедио је Перу да пошаље Јована у манастир Крка. У манастиру Крка, Јован је учио старословенски језик код игумана Стевана Кнежевића.
Године 1843. Јован се уписао на богословију у Задру, гдје је пет година био ђак. Током боравка у Задру, Јован се заљубио у Јелисавету Никић. Постоје извори који тврде да је због ове љубави одбио понуду да настави студије вајарства и сликарства. Бавећи се уметношћу упознао је познатог сликара Фрању Салгетија (Salghetti) од кога је много научио о уметности. Јован Сундечић је 1846. године изрезбарио у дрвету слику „Последња вечера“ Леонарда да Винчија, коју је планирао да поклони далматинском гувернатору. Када му је показао слику, гувернатор је Јовану понудио стипендију од 600 франака годишње, да настави студије сликарства или вајарства на Млетачкој академији. Међутим Јован је одбио ову понуду због љубави са Јелисаветом.
Богословију је завршио 1848. године, а на јесен исте године се оженио и запопио.

## Свештеник и професор богословије
Прву свештеничку службу је добио 1848. године у селу Перој у Истри. Као свештеник је почео да се бави и књижевним радом. Међутим није се дуго задржао у Пероју, где је био капелан. Већ 1850. године је постављен за администратора парохије у месту Жегар код Книна где се налазио и 1851. године. Након тога је премештен у Скрадин, где је имао исто звање. У Скрадину је остао 2 године.
Јован Сундечић је 1854. године прешао у Задар, где је постављен за професора богословије. Те године умрло му је двоје деце. У својим књижевним делима тог периода Јован Сундечић је заговарао братство и уједињење свих Јужних Словена. За разлику од осталих књижевних стваралаца тог периода који су заговарали уједињење Јужних Словена, у свом књижевном стваралаштву Јован Сундечић је истицао и православље. У додатку "Светозор" он 1856. године објављује између неколико њих, песму "Ноћ између 12 и 13 јулија 1817." - "коју посвећује роду србскому".
Јован Сундечић је први и једини српски песник коме је „Матица хрватска“ 1889. године објавила луксузно издање под насловом „Изабране пјесме“.
Почетком 1860. године Јована је далматинска влада поставила за уредника новина „Гласник далматински“. Гласник далматински је био једини лист у Далмацији који је излазио на српскохрватском језику. Имао је важну улогу у споровима око народног језика. Јован је заједно с попом Иваном Данилом први јавно иступио у одбрану славенства.
Када је далматинска влада покушала да промени политички правац листа, Јован се одрекао уредништва. Године 1863. је смењен и са места професора у Задру, због преустројства богословије и због његових политичких ставова. Након тога је добио премештај у село Баљци у коме је био парох. Син Душан му се школовао у Русији и касније је био шеф железнице у Саратову.

## Књажев секретар
Приликом посете Цетињу примио га је књаз Никола, коме је Сундечић посветио песму „Крвава кошуља“. Том приликом му је понудио место секретара. Сундечић је прихватио позив и 1864. године, са породицом долази на Цетиње и постаје књажев секретар.
У Црној Гори је наставио да се бави књижевношћу. Након доласка на Цетиње, почео је да уређује црногорски годишњак „Орлић“. Пошто је цетињска штампарија у којој се објављивао „Орлић“ била дотрајала, књаз га је послао у Праг да набави нове делове.
Књаз Никола је одликовао Сундећића III степеном кнез Данилова реда, за независност, а убрзо и, сребреном колајном за храброст, зато што је написао песму „Мајка Црногорка“ док је живео у Далмацији.
Јован Сундечић 1867. године одлази за Београд, највероватније због неслагања са књазом Николом. Већ следеће године, Никола га је позвао да се врати у Црну Гору и поново постане његов секретар. После повратка у Црну Гору, наговарао је књаза да изглади односе са Русијом.
После повратка из Русије књаз Никола је Сундечићу донео руско одликовање каваљерски орден светог Владимира (рус. Орден Святого Владимира), а одликовао га је „бриљантним прстеном“ за заслуге у служби и на књижевном пољу.
Сундечић је 30. јануара 1869. године изабран за почасног члана Српског ученог друштва, а након спајања Српског ученог друштва и Српске краљевске академије, постаје почасни члан САНУ, 15. новембра 1892. године. Такође је био предложен за члана Југославенске академије знаности и умјетности у Загребу, а био је и почасни члан „Славјанског друштва“ из Цариграда.
Митрополит црногорско-брдски Иларион II Рогановић му је доделио чин протојереја, и дао благослов да носи протојерејски крст.
Књаз Никола је 1869. године послао Јована у Беч, ради израде статута Богословије у Цетињу. Пошто се из Беча вратио без статута, уз кнежеву дозволу и одобрење Светог Синофа, сам је израдио статут.
Године 1871. је основао лист „Црногорац“ чији је власник био до 1873. године када је лист укинут.
Јован Сундечић се разболео 1873. године, па је морао да оде на опоравак у Задар. Убрзо се са породицом сели у Котор. Књаз Никола га убрзо отпушта из службе (на захтев Сундечића) и именује за почасног секретара. Разлог повлачења из службе је вероватно био сукоб са књазом Николом и његовом околином.
Након повлачења наставио је да пише у новинама: „Глас Црногораца“ (наследник листа „Црногорац“ чиј је Сундечић био власник), задарским новинама „Народни лист“, дубровачким новинама „Словинац“ и загребачким новинама „Вијенац“.
Краљ Александар Обреновић је приликом посете Црној Гори, 1897. године, одликовао Јована Сундечића Орденом Светог Саве 1. реда.
Папа Лав XIII одликовао га је Велекрстом св. Гргура Великог.
Преминуо је у Котору 19. јула 1900. године након тешке болести.

## Књижевни рад
Јован Сундечић је данас запостављена личност у српској књижевности. Међутим за време свог живота и почетком 20. века је важио за најплоднијег српског писца друге половине 19. века. Током живота написао је скоро 700 песама. Међу Сундечићевим песмама доминирале су љубавне лирске песме, мада је писао и моралне песме за децу, лирске песме по угледу на народну поезију, лирске и епске патриотске песме. Поезију је писао на чистом народном језику.
У његовом стваралаштву се често огледало искрено веровање у јединство Јужних Словена, посебно Срба и Хрвата. Као познати заговорник српско-хрватског батства стекао је епитет „најпознатијег и најчитанијег српског писца код Хрвата“. Он је први и једини српски песник коме је Матица хрватска 1889. године објавила под насловом „Изабране пјесме“. Сем идеје братства Јужних Словена у Сундечићивим делима се провлачи идеја о народном препороду и буђењу успаване народне свести. Већина његових песама спеваних у народном духу има моралну поуку, многе су пуне песничке заносне љубави према слободи и често се завршавају позивом на слогу.
Сундечић је почео да се бави књижевношћу још док се школовао на Богословији у Задру. Прве књижевне радове је објављивао у часопису „Зора далматинска“. Прва песма коју је издао је била духовно-моралног карактера и носила је назив Ананија и Сапфира или Лаж кажњена.
Запажени књижевни рад Сундечића почиње током његовог боравка у Истри, након објављивања збирке песама Срце или различне пјесме, „за обшту корист југославенства спјеване“. Ова збирка песама је објављена у Задру 1850. године
Док је радио као професор богословије у Задру, Сундечић је објављивао бројне радове у „Српско-далматинском магазину“. Постао је уредник тог годишњака почетком 1854. године. У Задру је 1856. године штампана његова збирка песама за децу Низ драгоцјеног бисера или Духовне и моралне пјесме за дјецу, а потом прештампана и на Цетињу 1865. године. Две године након тога, 1858. године објављује збирку стихова Цвиће или Покушења у народно-лиричкој пјеванији која је објављена са упоредним ћириличким насловом, на екавском изговору и представља покушај народно-лирског певања. У то време такође почиње да издаје песме које су сабране у „Косовске даворије“. Ове песме су испеване под испеване под идејнијем утицајем Стерије Поповића, а Сундечић у њима лирско-дидактички разматра судбину српског народа након Косовског боја. Ове песме су добро прихваћене међу бројним Сундечићевим читаоицма, а имале су и позитиван одјек у ондашњим периодичним часописима.
Поводом 100 година од смрти Андрије Качића Миошића, 1861. године написао је једно од својих најпознатијих дела — поему Вршидба“. Ово је родољубива песма, пуна симболике којом храбри народ да се прикључи борби за ослобођење. Вршидба је испевана по угледу на песму Звоно, дело Фридриха Шилера и донела је велику популарност Сундечићу.
У Задру 1862. године објављује збирку песама Виенчић домољубних пјесама у којој до изражаја долази његово родољубиво лирско и епско песништво. Ову збирку је издао у жељи да покаже лепоту народног говорног језика.
Јован Сундечић није писао само песме. Од његових прозних дела истичу се Путопис у Подгорицу, као и едукативни рад Наша мајка у гојењу своје дјеце.

## Други о Сундечићу
Међу познатије студије о животу и делу Јована Сундечића спадају текст Хуга Бадалића, који је настао као предговор загребачком издању Изабраних пјесама Јована Сундечића (1889), затим критичко-биографска студија Марка Цара која је објављена у Летопису Матице српске (1902. године), као и синтетички оглед Душана Иванића објављен у студији Књижевност Српске Крајине (1998).
Његова биографија је објављена 1901. године у књизи Додатак поменику од 1888. Знаменити људи у српскога народа који су преминули до краја 1900. г. аутора Милана Милићевића.
Године 2009. је у издању Народне и универзитетске библиотеке Републике Српске објављен зборник радова под називом Јован Сундечић, свештеник, пјесник, дипломата који је за штампу приредио др. Душко Певуља.
Жељко Караула је објавио писма Јована Сундечића Штросмајеру, из којих се види да је Штросмајер Јована и његовог сина финасијски помагао. Сундечић је Штросмајеру, заузврат, био веза до кнеза Николе, у вези са доношењем конкордата измећу Ватикана и Црне Горе.

## Галерија
- Насловна страна збирке поучних песама за децу Низ драгоценог бисера (1856) Јована Сундечића
- Насловна страна Изабраних пјесама (1889)